# Finkolo
Finkolo è un comune rurale del Mali facente parte del circondario di Sikasso, nella regione omonima.
Il comune è composto da 8 nuclei abitati:
- Farako
- Finkolo
- Hérèmakono
- Mâh
- Missidougou
- Moudjolibougou
- Saniéna
- Tiékorodougou